# Kocks Loch
Kocks Loch ist ein Altarmbereich der Ruhr in der Stadt Mülheim an der Ruhr. Der Bereich ist im Biotopkataster Nordrhein-Westfalen erfasst und ist Teil des deutlich größeren Naturschutzgebiets Saarn-Mendener Ruhraue. Außerdem gehört Kocks Loch als Teilfläche zum FFH-Gebiet DE-4507-301 Ruhraue in Mülheim.

## Entwicklung
Bis in die 1970er Jahre existierte hier an der östlichen Seite zur Ruhraue hin noch eine wilde Müllkippe. Diese wurde später mit Erde überdeckt. Die alten „Schätze“ incl. Kühlschränke ruhen und rosten immer noch dort.
1982 war Kocks Loch das erste festgesetzte Naturschutzgebiet der Stadt. Dieses ging später im NSG Saarn-Mendener Ruhraue auf.
Der Zugang zum Auenwald wurde durch neu ausgehobene Wassergräben, zum Teil renaturierte Altarme der Ruhr, erschwert und das Gebiet auf diese Weise vor Vandalismus weitgehend geschützt, so dass hier seltene Tierarten, wie z. B. der Eisvogel, ihr Zuhause finden konnten. Auch Neobiota wie Nutrias oder Kanadagänse sind an den Wasserflächen von Kocks Loch zu beobachten. Prägendes und wichtiges Merkmal des Schutzgebietes ist jedoch der großflächig vorhandene Weichholzauenwald, mit markanten Silberweiden und Schwarzerlen. Zusammen mit den Altwässern, dem Schilfröhricht, dem extensiv genutzten Grünland und feuchten Hochstauden zählt das Kochs Loch über die Stadtgrenze von Mülheim hinaus, aus naturschutzfachlicher Sicht, zu den wichtigsten Auenlebensräumen im unteren Ruhrtal.

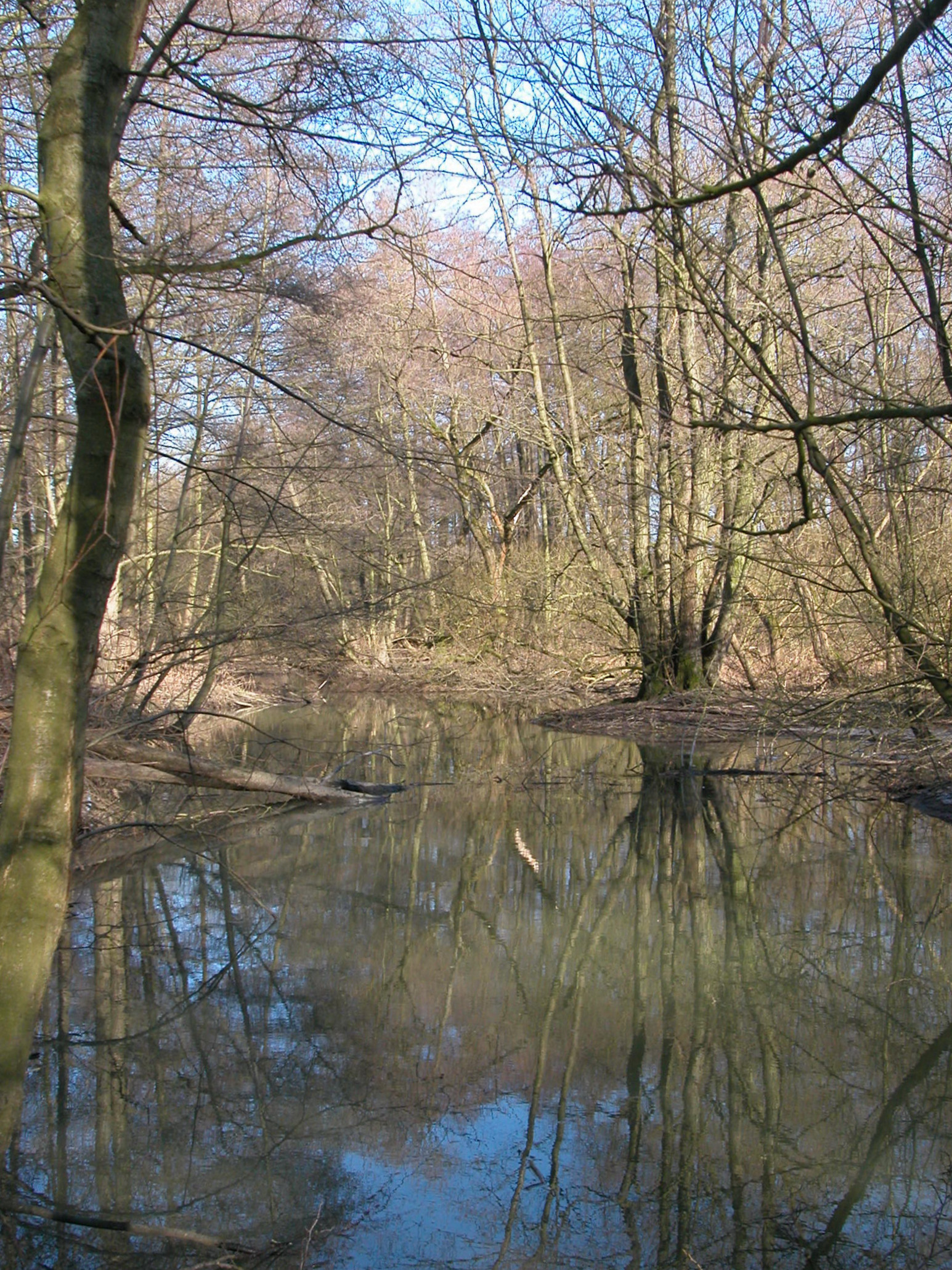
Kocks Loch 2013
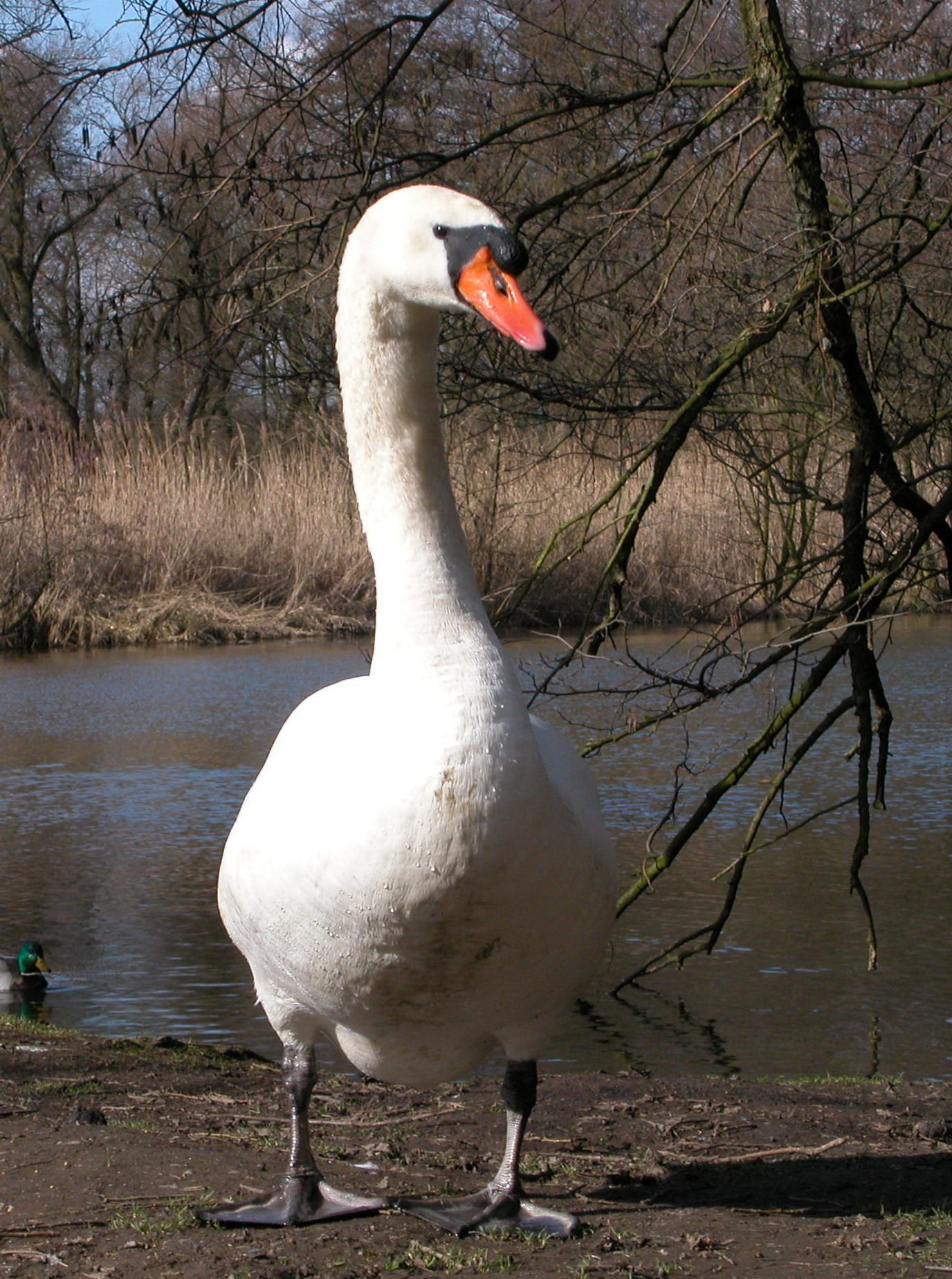
Höckerschwan in Kocks Loch
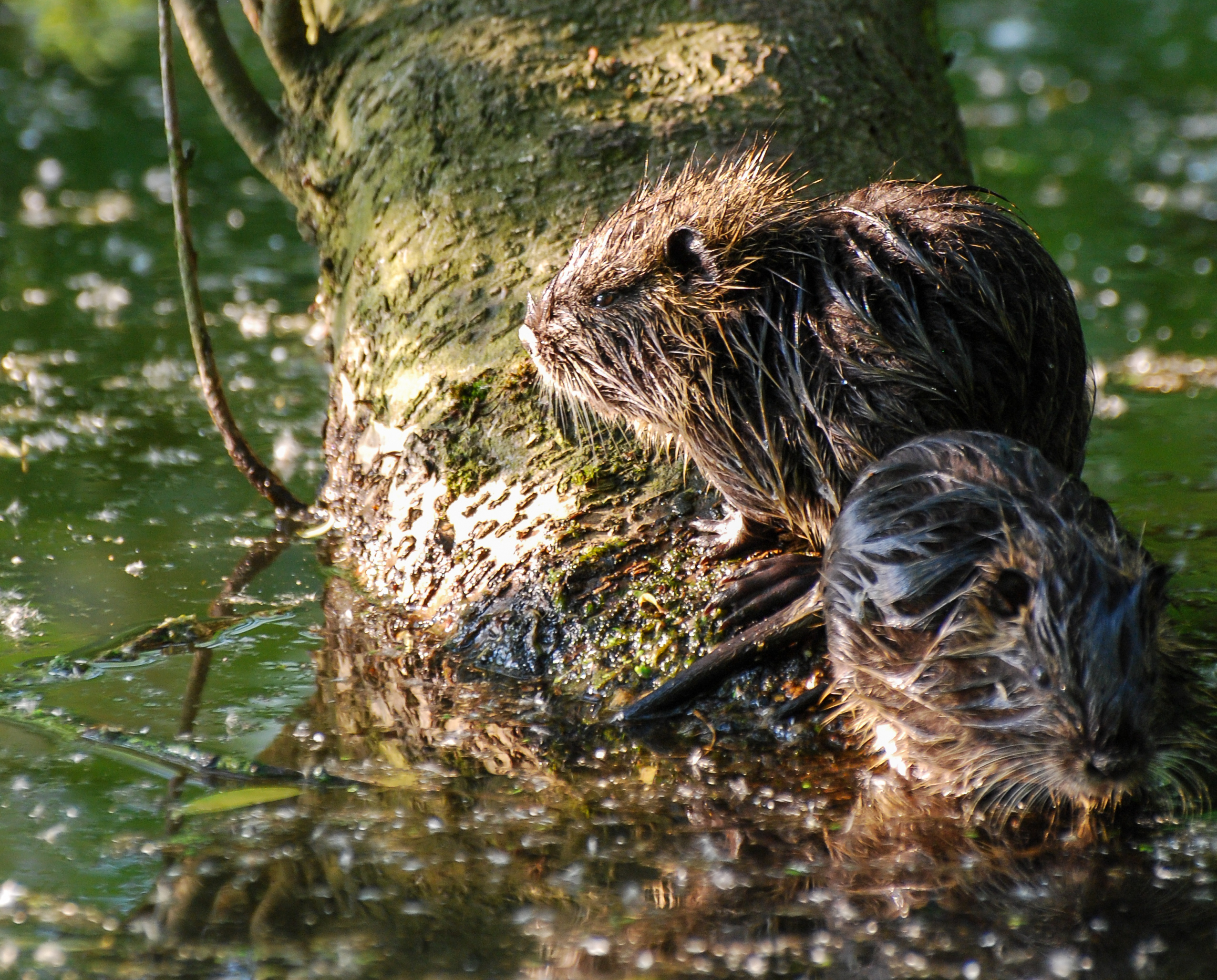
Junge Nutrias in Kocks Loch